# Campeonato Mato-Grossense de Futebol de 2011
O Campeonato Mato-Grossense de Futebol de 2011 foi a 68ª edição do torneio. Contou com a participação de apenas 12 equipes. O Cuiabá foi tricampeão mato-grossense de futebol, garantiu vaga na Série D desse ano (na qual conseguiu o acesso à Série C 2012) e na Copa do Brasil de 2012.

## Regulamento

### Primeira fase
Nessa fase as 12 equipes dividem-se em dois gupos de 6 equipes cada. Disputam jogos de ida e volta dentro de seu grupo e ao fim dos 10 jogos disputados, classificam-se para a Segunda Fase as 4 melhores colocadas de cada grupo. Os dois últimos colocados de cada grupo serão rebaixados para a segunda divisão. Apenas o campeão disputará a Copa do Brasil de 2012.

### Segunda fase
Nesta fase as equipes classificadas formam 4 chaves de 2 clubes cada, realizam jogos de ida e volta. A equipe com maior número de pontos está classificada para a próxima fase.
Se houver empate em número de pontos os critérios de desempate serão:

1. Maior saldo de gols nas duas partidas;

2. Disputa por Pênaltis.

### Terceira fase
As 4 equipes formam 2 chaves de 2 clubes cada, realizam jogos de ida e volta. A equipe com maior número de pontos está classificada para a próxima fase.
Se houver empate em número de pontos os critérios de desempate serão:

1. Maior número de gols nas duas partidas;

2. Disputa por Pênaltis.

### Quarta fase (final)
As duas equipes decidem o título em jogos de ida e volta. A equipe com maior número de pontos ao fim dos dois jogos será declarada campeã.
Se houver empate em número de pontos os critérios de desempate serão:

1. Maior número de gols nas duas partidas;

2. Disputa por Pênaltis.

## Critérios de desempate

### Primeira fase
Se houver empate em número de pontos os critérios de desempate serão:

1. Maior número de vitórias;

2. Maior saldo de gols;

3. Maior número de gols pró;

4. Maior número de pontos ganhos no confronto direto (entre duas associações);

5. Maior saldo de gols no confronto direto (entre duas associações);

6. Sorteio.

### Mando de campo
A partir da Segunda Fase o mando de campo do jogo de volta será da equipe mais bem classificada na fase anterior. Desse modo, na Terceira Fase o mando do jogo da partida de volta será das equipes que mais pontuarão na Segunda Fase. Para a final vale o mesmo critério.

## Equipes participantes
| Equipe                 | Cidade             | Estádio                       | Capacidade | Títulos (mais recente) |
| ---------------------- | ------------------ | ----------------------------- | ---------- | ---------------------- |
| Barra do Garças        | Barra do Garças    | Zeca Costa                    | 3 000      | 0 (não possui)         |
| Atlético Campoverdense | Campo Verde        | Estádio Félix Belém de Castro | 3 000      | 0 (não possui)         |
| Cuiabá                 | Cuiabá             | Dutrinha                      | 3 500      | 2 (2004)               |
| Luverdense             | Lucas do Rio Verde | Passo das Emas                | 4 000      | 1 (2009)               |
| Mixto                  | Cuiabá             | Dutrinha                      | 3 500      | 23 (2008)              |
| Operário F.C.          | Várzea Grande      | Dutrinha                      | 3 500      | 1 (2006)               |
| Primavera[a]           | Primavera do Leste | Cerradão                      | 4 000      | 0 (não possui)         |
| Rondonópolis           | Rondonópolis       | Caldeirão                     | 18 000     | 0 (não possui)         |
| Sinop                  | Sinop              | Gigante do Norte              | 13 000     | 3 (1999)               |
| Sorriso                | Sorriso            | Egídio José Preima            | 4 000      | 2 (1993)               |
| União                  | Rondonópolis       | Caldeirão                     | 18 000     | 1 (2010)               |
| Vila Aurora            | Rondonópolis       | Caldeirão                     | 18 000     | 1 (2005)               |

- a. ^ Nova Xavantina Esporte Clube campeão da segunda divisão desistiu de participar. O Primavera Esporte Clube terceiro na segundona ficou com sua vaga.